# Caudicornia xanthopimpla
Caudicornia xanthopimpla är en fjärilsart som beskrevs av Felix Bryk 1947. Caudicornia xanthopimpla ingår i släktet Caudicornia och familjen glasvingar. Inga underarter finns listade i Catalogue of Life.